# Reid Fragel
Reid Fragel (Grosse Pointe Farms, 22 febbraio 1991) è un giocatore di football americano statunitense che gioca nel ruolo di offensive tackle per i Cleveland Browns della National Football League (NFL). Fu scelto nel corso del settimo giro (240º assoluto) del Draft NFL 2013 dai Cincinnati Bengals. Al college ha giocato a football all’Università statale dell'Ohio.

## Carriera professionistica

### Cincinnati Bengals
Fragel fu scelto nel corso del settimo giro del Draft 2013 dai Cincinnati Bengals.

### Cleveland Browns
Il 29 ottobre 2013, Fragel firmò per fare parte della squadra di allenamento dei Cleveland Browns.